# Breaking Bad/Staffel 1
Mit der ersten Staffel begann im Januar 2008 in den USA die Fernsehserie Breaking Bad. Die Staffel zeigt, wie der intelligente und fachlich sehr kompetente, aber aus Sicht seiner Mitmenschen eher unscheinbare Highschool-Chemielehrer Walter White aus Albuquerque im US-Bundesstaat New Mexico auf die schiefe Bahn gerät, nachdem bei ihm Lungenkrebs festgestellt wird. Walter kann seiner schwangeren Frau Skyler und seinem an Cerebralparese leidenden Sohn Walter Junior nur mit Mühe den von ihm angestrebten Lebensstandard bieten und entscheidet sich, die Droge Crystal Meth herzustellen. Mit dem Erlös will er die von seiner Krankenkasse nicht finanzierte, enorm teure Behandlung bezahlen und eine Rücklage für die Familie bilden, falls er trotz Behandlung nicht überleben sollte. Zu seinem Partner in dieser gefährlichen Welt von Drogengeschäften und organisierter Kriminalität wird der junge Jesse Pinkman, der noch vor wenigen Jahren einer seiner Schüler war. Pinkman ist mittlerweile als kleinerer Meth-Koch und Dealer tätig, dabei selbst drogenabhängig sowie ausgesprochen impulsiv, was eine Fülle von Problemen nach sich zieht.

## Handlung
Kurz nach seinem 50. Geburtstag kollabiert Walter in der Autowaschanlage, in der er nebenberuflich tätig ist, weil sein Gehalt als Chemielehrer nicht ausreicht. Im Krankenhaus erhält er eine erschütternde Diagnose: Er leidet an Lungenkrebs und die Heilungschancen sind gering. Walter wirft aus diesem Grund seinen Nebenjob hin, verheimlicht seinen Zustand aber vorläufig vor seiner Familie.
Durch seinen Schwager Hank, der bei der DEA arbeitet, hat Walter erfahren, dass mit der Herstellung und dem Verkauf von synthetischen Drogen hohe Geldsummen umgesetzt werden können. Er begleitet Hank zu einem Einsatz, bei dem ein Drogenlabor ausgehoben und ein Kleindealer namens Emilio festgenommen werden kann. Walter, der beim ersten Polizeizugriff draußen warten muss, beobachtet zufällig, wie ein junger Mann entkommt. Er erkennt in ihm seinen ehemaligen Schüler Jesse Pinkman und stellt fest, dass es sich bei ihm um Emilios Partner „Captain Cook“ handelt, den Hank zuvor erwähnt hatte. Noch am selben Abend sucht Walter Jesse auf und bietet ihm an, sein neuer Partner zu werden. Als Chemiker besitze er die nötigen Kenntnisse, um Methamphetamin herzustellen. Als Walter droht, ihn andernfalls bei der DEA anzuschwärzen, willigt Jesse widerwillig ein. Jesse fragt Walter nach seinen Motiven, erhält aber keine Antwort.
Walter entwendet aus dem Chemielabor seiner Schule einige Behälter und Laborgeräte, die er zur Herstellung der Droge benötigt. Er setzt seine gesamten Ersparnisse zur Anschaffung eines Wohnmobils ein, in dem er und Jesse an abgelegenen Plätzen in der Wüste die Droge „kochen“. Jesse ist anfänglich genervt von Walters Drängen auf einen ordentlichen Produktionsablauf, zeigt sich aber von der Qualität des Methamphetamins sehr beeindruckt. Er bringt eine Probe davon zum Haus des Dealers (und DEA-Spitzels) Krazy-8, wo er zu seiner Überraschung auch dessen wieder auf freien Fuß gesetzten Cousin Emilio vorfindet.
Da sie ahnen, dass Jesse nicht selbstständig solch hochwertiges Methamphetamin hätte herstellen können, zwingen Emilio und Krazy-8 diesen, sie zum Wohnmobil zu führen. Dort ist Walter damit beschäftigt, erneut Methamphetamin herzustellen. Krazy-8 will Walter anwerben, aber Emilio erkennt ihn vom DEA-Einsatz wieder und glaubt, in eine Falle gelockt worden zu sein. Die beiden fesseln Jesse und bedrohen Walter. Walter bietet Krazy-8 und Emilio aus Not an, ihm den Herstellungsprozess zu zeigen. Dabei ruft Walter absichtlich eine chemische Reaktion hervor, bei der das hochgiftige Phosphangas entsteht. Es gelingt ihm, aus dem Wohnmobil zu entkommen und Emilio und Krazy-8 am Verlassen desselben zu hindern, bis sich beide aufgrund von Vergiftungserscheinungen nicht mehr rühren.
Walter und Jesse beraten, wie sie die Leichen im Wohnmobil loswerden können, stellen aber zu ihrer Verblüffung fest, dass Krazy-8 noch lebt. Sie sperren ihn im Keller von Jesses Haus ein. Per Münzwurf wird entschieden, dass Walter Krazy-8 töten soll, während Jesse sich um die Beseitigung von Emilios Leiche zu kümmern hat. Jesse löst die Leiche mit von Walter beschaffter Flusssäure auf, tut dies aber entgegen Walters Anweisungen nicht in einem Kunststoffbehälter, sondern in seiner Badewanne. Die aggressive Säure frisst sich durch den Wannenboden aus emailliertem Blech, was schließlich zum teilweisen Einsturz der Decke im ersten Stock führt. Walter seinerseits hat zunächst Skrupel, Krazy-8 umzubringen. Er will ihn schließlich freilassen, erkennt dann aber, dass Krazy-8 die Scherbe eines zerbrochenen Tellers als Waffe versteckt hält (Walter erkennt das, als er die Scherben eines zerbrochenen Tellers mit einem Sandwich wegwirft, ihm dabei etwas seltsam vorkommt, er die Scherben herausholt, merkt, dass ein Teil fehlt, und daraufkommt, dass Krazy-8 es eingesteckt hat). Walter hofft inständig, dass Krazy-8 ihn nicht angreifen will, aber als es schließlich passiert, ist er nicht sonderlich überrascht und erwürgt den Dealer. Daraufhin bricht er unter Tränen zusammen und beteuert, dass es ihm Leid tut. Von den Erfahrungen der letzten Tage geschockt, bricht er den Kontakt zu Jesse ab.
Hank und sein Partner untersuchen in der Wüste den verlassenen Wagen von Emilio und Krazy-8. Sie mutmaßen, dass ihr Spitzel enttarnt und beseitigt worden ist. Als Hank im Wagen das reine Methamphetamin vorfindet, schlussfolgert er, dass sich in Albuquerque neue, professionelle Drogenhersteller niedergelassen haben müssen, denen er den Kampf ansagt.
Walters Geheimniskrämerei führt zu Spannungen in seiner Ehe. Als Skyler einen mysteriösen Anruf, den Walter erhalten hatte, zu Jesse zurückverfolgt, behauptet ihr Mann, sein ehemaliger Schüler versorge ihn mit Marihuana. Dann findet Skyler heraus, dass Walter seine Nebentätigkeit aufgegeben hat, obwohl er sie weiterhin als Grund für seine Abwesenheit von zu Hause anführt. Walter weiß keinen anderen Ausweg, als ihr die Wahrheit über seine Krankheit mitzuteilen und diese als Ursache für sein seltsames Verhalten hinzustellen.
Seine Schwägerin Marie macht einen der besten Onkologen der USA ausfindig, um Walters Überlebenschancen zu verbessern. Doch Walter ist von den Kosten der notwendigen Chemo- und Strahlentherapie abgeschreckt, die bei über 90.000 Dollar liegen. Bei einer Party in dessen luxuriösem Haus bietet ihm sein alter Freund und ehemaliger Kollege Elliott Schwartz eine Anstellung in seinem erfolgreichen Pharmaunternehmen an und verweist dabei insbesondere auf die damit verbundene Krankenversicherung. Aus Stolz lehnt Walter, der sich von Skyler hintergangen fühlt, das Angebot ab. Erst nachdem er von der gesamten Familie zu einer Aussprache genötigt wird, willigt Walter in die Therapie ein. Er täuscht Skyler vor, die Offerte Elliotts akzeptiert zu haben, privat für die Behandlung zu bezahlen.
Jesse bekämpft Angstzustände nach dem Tod von Emilio und Krazy-8 mit Meth, was seine Paranoia noch verstärkt. Eine Zeitlang kommt er im Haus seiner gutsituierten Eltern unter, wird aber von ihnen hinausgeworfen, als sie einen Joint finden, der in Wahrheit Jesses jüngerem Bruder gehört, einem vermeintlichen Musterknaben. Nach erfolgloser Jobsuche möchte Jesse mit seinem Freund Badger im Wohnmobil Methamphetamin herstellen, kann jedoch nicht die gewünschte Qualität erzielen. Anschließend kommt er wieder mit Walter ins Geschäft, der durch das Methamphetamin das Geld für seine Krebstherapie aufbringen will, ein Zusammenhang, der auch Jesse nicht lange verborgen bleibt. Die beiden vereinbaren, dass Walter die Drogen herstellen und Jesse sich um den Vertrieb kümmern soll.
Anhand der Beschriftung einer von Walter in der Wüste zurückgelassenen Gasmaske entdeckt Hank eine Verbindung zur Schule seines Schwagers. Zusammen mit Walter inspiziert er den Lagerraum des Labors, wo er anhand von Bestandslisten feststellt, dass Material fehlt. Im Zuge der Ermittlungen wird der vorbestrafte Hausmeister verhaftet.
Da Walter mit dem Umsatz unzufrieden ist, drängt er den zögernden Jesse, Kontakt mit dem Drogenhändler Tuco aufzunehmen, der inzwischen den Platz von Krazy-8 eingenommen hat. Jesse bietet Tuco eine Portion Methamphetamin zum Kauf an. Auch Tuco ist von der Qualität der Drogen beeindruckt, weigert sich aber, die von Jesse verlangten 35.000 Dollar sofort zu bezahlen. Als Jesse protestiert, schlägt Tuco ihn krankenhausreif.
Walter leidet unter den Nebenwirkungen seiner Krebstherapie. Nachdem er Haarausfall bekommt, rasiert er sich eine Glatze. Er sucht Tuco auf, stellt sich dem unberechenbar agierenden Drogenhändler als „Heisenberg“ vor und fordert von ihm das Geld für das bereits gelieferte Methamphetamin sowie zusätzlich 15.000 Dollar als Schmerzensgeld für Jesse. Tuco macht sich über Walter lustig, weil sich dieser unbewaffnet in sein Hauptquartier begebe, aus schlechter Position Forderungen stelle und sogar noch eine neue Lieferung Methamphetamin mitgebracht habe. Daraufhin wirft Walter eine Probe der vermeintlichen Droge zu Boden, was eine Explosion verursacht, die das Haus erschüttert. Statt Methamphetamin handelt es sich um die explosive Substanz Knallquecksilber, mit der Walter Tuco nun bedroht. Dieser gibt sich daraufhin geschlagen, er überreicht Walter das Geld und zollt ihm für seinen Mut Respekt. Auch will er mit Walter im Geschäft bleiben, da dessen Stoff von bester Qualität sei.
Bei einem Treffen auf einem Schrottplatz lässt Walter sich für vier Pfund Methamphetamin im Voraus bezahlen, hat anschließend aber Probleme, die Lieferung einzuhalten, da das für die Herstellung notwendige Pseudoephedrin aufgebraucht ist. Daraufhin brechen er und Jesse in einer Chemikaliengroßhandlung ein und stehlen ein ganzes Fass Methylamin. Bei einem erneuten Treffen auf dem Schrottplatz nimmt Tuco zufrieden die Lieferung entgegen. Aus nichtigem Anlass schlägt er anschließend im Meth-Rausch seinen Handlanger No-Doze tot.

## Besetzung

### Hauptbesetzung
| Rolle                          | Schauspieler   | Deutsche Synchronsprecher |
| ------------------------------ | -------------- | ------------------------- |
| Walter „Walt“ White/Heisenberg | Bryan Cranston | Joachim Tennstedt         |
| Jesse Pinkman                  | Aaron Paul     | Marcel Collé              |
| Skyler White                   | Anna Gunn      | Susanne von Medvey        |
| Walter White, Jr.              | RJ Mitte       | Nico Mamone               |
| Hank Schrader                  | Dean Norris    | Lutz Schnell              |
| Marie Schrader                 | Betsy Brandt   | Gundi Eberhard            |

### Neben- und Gastdarsteller
| Rolle                    | Schauspieler           | Deutsche Synchronsprecher |
| ------------------------ | ---------------------- | ------------------------- |
| Brandon „Badger“ Mayhew  | Matt L. Jones          | Tim Sander                |
| Skinny Pete              | Charles Baker          | Tobias Kluckert           |
| Christian „Combo“ Ortega | Rodney Rush            | Olaf Reichmann            |
| Emilio Koyama            | John Koyama            | Karlo Hackenberger        |
| Domingo „Krazy-8“ Molina | Maximino Arciniega     | Ozan Ünal                 |
| Tuco Salamanca           | Raymond Cruz           | Tommy Morgenstern         |
| Steven Gomez             | Steven Michael Quezada | Sebastian Christoph Jacob |
| Gretchen Schwartz        | Jessica Hecht          | Susanne Schwab            |
| Elliot Schwartz          | Adam Godley            | Uwe Büschken              |
| Bogdan Wolynetz          | Marius Stan            | Valentin Plătăreanu       |

## Episoden
Die Erstausstrahlung der ersten Staffel war vom 20. Januar bis zum 9. März 2008 auf dem US-amerikanischen Fernsehsender AMC zu sehen. Die deutschsprachige Erstausstrahlung sendete der deutsche Pay-TV-Sender AXN vom 4. Februar bis zum 18. März 2009. Die Free-TV-Premiere sendete der Schweizer Sender SRF zwei vom 17. Mai bis zum 28. Juni 2009.
| Nr. (ges.) | Nr. (St.) | Deutscher Titel             | Originaltitel               | Erstausstrahlung USA | Deutschsprachige Erstausstrahlung (D) | Regie          | Drehbuch       | Zuschauer (USA) |
| --- | --------- | --------------------------- | --------------------------- | -------------------- | ------------------------------------- | -------------- | -------------- | --------------- |
| 1 | 1         | Der Einstieg                | Pilot                       | 20. Jan. 2008        | 4. Feb. 2009                          | Vince Gilligan | Vince Gilligan | 1,35 Mio.       |
| Der Chemielehrer Walter erfährt bei einem Arztbesuch, dass er an Lungenkrebs erkrankt ist und wahrscheinlich nicht mehr lange zu leben hat. Um die finanzielle Sicherheit seiner Familie weiter zu garantieren, beginnt er, mit seinem ehemaligen Schüler Jesse in einem Wohnmobil Methamphetamin herzustellen und damit zu handeln. |           |                             |                             |                      |                                       |                |                |                 |
| 2 | 2         | Die Katze ist im Sack …     | Cat's in the Bag…           | 27. Jan. 2008        | 11. Feb. 2009                         | Adam Bernstein | Vince Gilligan | —               |
| Nach dem ersten Versuch eines Drogendeals gibt es Probleme – die Leichen von Krazy-8 und Emilio, die entsorgt werden müssen. Dabei kommt es jedoch zu Komplikationen: Krazy-8 lebt noch. Skyler wird währenddessen misstrauisch und beschattet ihren Mann. |           |                             |                             |                      |                                       |                |                |                 |
| 3 | 3         | … und der Sack ist im Fluss | …And the Bag's in the River | 10. Feb. 2008        | 18. Feb. 2009                         | Adam Bernstein | Vince Gilligan | —               |
| Marie befürchtet, dass Walter jr. Marihuana raucht, und bittet Hank, ihn sich vorzuknöpfen. Jesse soll die Überreste von Emilio entsorgen, und Walter muss Krazy-8 beseitigen. Walter lernt Krazy-8 bei einem Gespräch besser kennen und beschließt, ihn freizulassen, bis er bemerkt, dass er einen Teil eines zerbrochenen Tellers als Waffe versteckt hält. Als er Krazy-8 zur Rede stellt, kommt es zu einer Rangelei, in deren Folge Walter ihn zu Tode würgt. |           |                             |                             |                      |                                       |                |                |                 |
| 4 | 4         | Die Diagnose                | Cancer Man                  | 17. Feb. 2008        | 25. Feb. 2009                         | Jim McKay      | Vince Gilligan | —               |
| Walter verkündet im Kreise seiner Familie die Nachricht von seiner Krankheit und versucht, die Finanzierung einer Therapie zu regeln. Jesse findet bei seinen Eltern Schutz. In der Zwischenzeit sucht Hank seinen spurlos verschwundenen Informanten Krazy-8. |           |                             |                             |                      |                                       |                |                |                 |
| 5 | 5         | Grauzonen                   | Gray Matter                 | 24. Feb. 2008        | 4. März 2009                          | Tricia Brock   | Patty Lin      | —               |
| Jesse sucht nach einer anständigen Arbeit, findet jedoch keine. Walter muss sehen, wie viel Erfolg sein einstiger Forschungspartner hat. Dieser möchte Walter eine Arbeit anbieten oder seine Krebstherapie bezahlen. Walter lehnt dies jedoch ab. |           |                             |                             |                      |                                       |                |                |                 |
| 6 | 6         | In der Höhle des Löwen      | Crazy Handful of Nothin’    | 2. März 2008         | 11. März 2009                         | Bronwen Hughes | George Mastras | —               |
| Hank verfolgt die Spur einer gefundenen Gasmaske bis zu Walters Schule. Jesse wird vom Drogenbaron Tuco krankenhausreif geprügelt. Daraufhin handelt Walter selbst einen Deal mit Tuco aus. |           |                             |                             |                      |                                       |                |                |                 |
| 7 | 7         | Lehrgeld                    | A No-Rough-Stuff-Type Deal  | 9. März 2008         | 18. März 2009                         | Tim Hunter     | Peter Gould    | 1,5 Mio.        |
| Skyler hat Marie im Verdacht, gestohlen zu haben. Walter und Jesse stehen unter dem enormen Druck, den Dealer Tuco mit vier Pfund Methamphetamin pro Woche zu versorgen. Dieser prügelt vor ihren Augen einen seiner Handlanger grundlos tot. |           |                             |                             |                      |                                       |                |                |                 |

## Rezeption

### Auszeichnungen
Emmyverleihung
- 2008: Emmy – Outstanding Lead Actor in a Drama Series – Bryan Cranston
- 2008: Emmy – Outstanding Single-Camera Picture Editing for a Drama Series – „Pilot“, Lynne Willingham

Satellite Awards
- 2008: Satellite Award – Best Actor in a Drama Series – Bryan Cranston

Sonstiges
- 2008: AFI Award (American Film Institute) – Breaking Bad

### Kritiken
Bei Metacritic hat die erste Staffel einen Metascore von 74 und einen User Score von 9,3.

„Walter White […] repräsentiert einen Anti-Helden, der an der Gesellschaft gescheitert ist. Dass sein Sohn durch Kinderlähmung  körperlich und sprachlich aus der Norm fällt, ist ebenfalls nicht gerade das, was man sich in deutschen Serien zu thematisieren trauen würde. In Breaking Bad geschieht dies witzig und gleichzeitig würdevoll.“